# Pere Garriga Cazorla

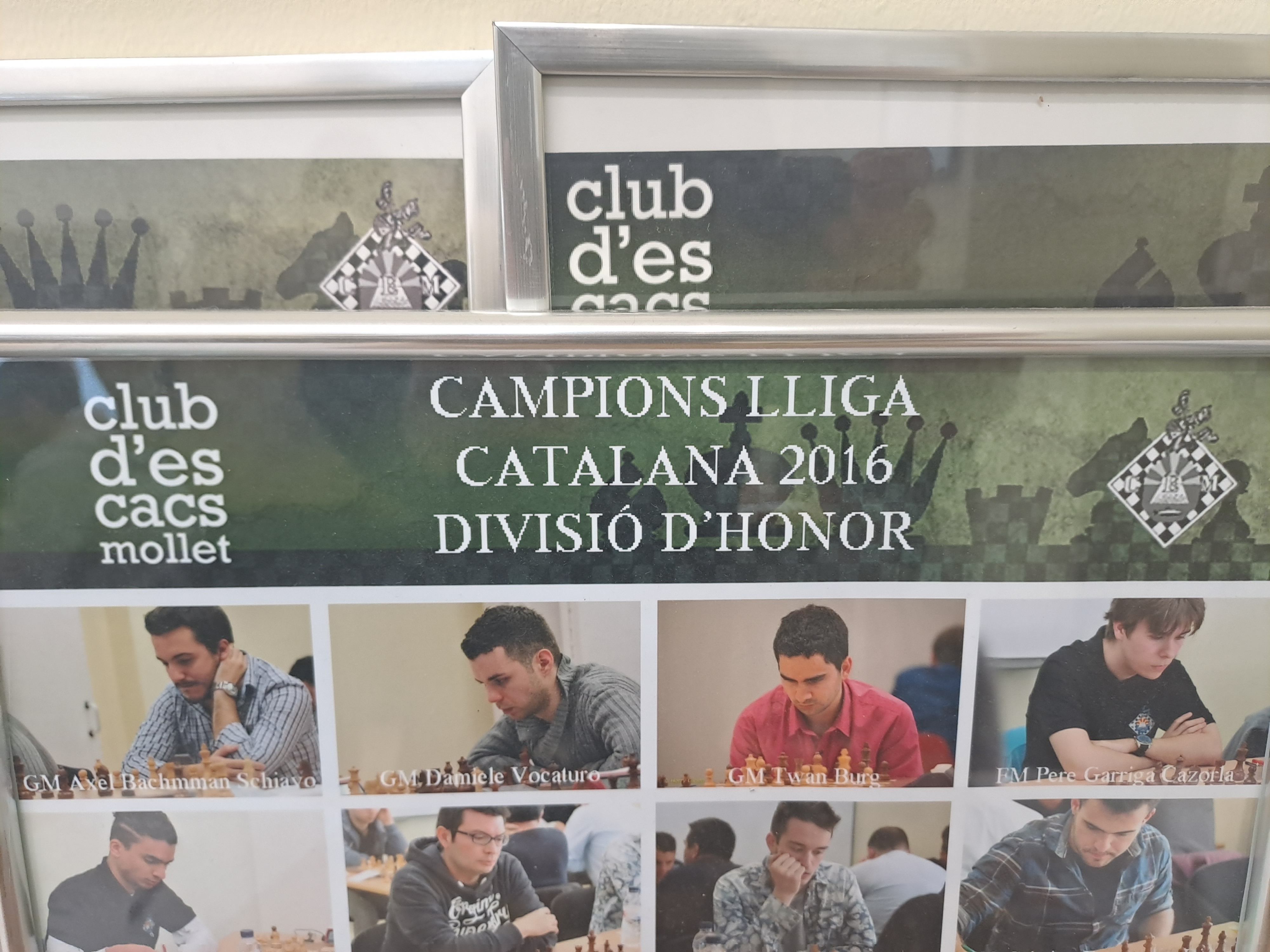
Panell al Club d'Escacs Mollet commemoratiu de la victòria a la Lliga Catalana d'Escacs de 2016. Els quatre primers jugadors són, d'esquerra a dreta, Axel Bachmann, Daniele Vocaturo, Twan Burg, i Pere Garriga

Pere Garriga Cazorla, (Mollet del Vallès, 14 de desembre de 1998) és un jugador d'escacs català que té el títol de Gran Mestre des de 2024 (el catorzè català en assolir el títol). És jugador del Club Escacs Mollet. L'1 de novembre de 2024, al congrés on line de la FIDE, se li va atorgar el títol de Gran Mestre Internacional
A la llista d'Elo de la FIDE de novembre de 2024 hi tenia un Elo de 2490 punts, cosa que en feia el jugador número 21 (en actiu) de l'estat espanyol. El seu màxim Elo va ser de 2511 punts, a la llista d'agost de 2022.

## Resultats destacats en competició
El 2010 fou campió sub-12 dels campionats d'Espanya d'escacs escolar per internet. El desembre del 2011 fou campió sub-14 al IX Memorial David Garcia Ilundain d'escacs base jugat a Barcelona. El 2012 fou campió de Catalunya d'Edats en la categoria sub-14 amb 7½ de 9 partides. El 2013 fou campió d'Espanya de seleccions autonòmiques formant part de l'equip de Catalunya sub-14.
El març del 2014, com a jugador del Club Escacs Mollet, es va proclamar campió de la primera divisió de la Lliga Catalana formant part en l'equip que va derrotar el Club Escacs Terrassa a la final. L'abril del 2014 fou campió de Catalunya d'Edats en la categoria sub-16 jugat a Vila-seca i amb el resultat d'invicte amb 8 punts de 9 partides, mig punt per davant de Ferran Cervelló i Tost, segon classificat. El juliol del 2014 fou tercer en el campionat d'Espanya sub-16 jugat a Salobreña. L'agost del 2014, va aconseguir la segona norma de Mestre Internacional a l'Obert de Sants després de ser campió del seu tram (2.150-2.300 punts ELO) i segon millor sub-16 del torneig. El setembre del 2014 va guanyar el I Open Memorial Padre Knörr finalitzant imbatut amb 7½ de 8. El desembre va ser subcampió a la categoria de sub-20 en el Campionat de Catalunya d'Escacs Actius d'Edats amb 7 de 8 partides, per darrere del peruà José Eduardo Martínez i del català Eduard Aymerich Verdaguer. El desembre del 2014 fou campió al VIII Open Internacional "Stadium Casablanca" que es va disputar a Saragossa, que comptava amb la participació de 3 Grans Mestres, 5 Mestres Internacionals i 3 Mestres FIDE.
El març de 2015 fou campió de Catalunya d'Edats en la categoria sub-18 amb 6½ de 8. L'agost de 2015 fou és subcampió en el campionat d'Espanya sub-18 jugat a Salobreña, invicte amb 7½ punts de 9, empatat amb el campió Julio Suárez Gómez Entre els dies 25 d'octubre i el 5 de novembre, participà en el Campionat del món de la joventut que va tenir lloc a Porto Carras (Grècia) amb el resultat de 6 punts d'11 quedant en 42a posició a la categoria Sub18.
El març de 2016 revalidà el títol de campió de Catalunya d'Edats en la categoria sub-18 amb resultat intractable de 9 punts de 9 partides. El 2016 formà part del primer equip del Club Escacs Mollet que guanyà per primera vegada a la seva història la Divisió d'Honor, la màxima categoria de la Lliga Catalana d'Escacs. El setembre de 2016 fou cinquè a l'Obert Ciutat de Sabadell amb 6 de 9 partides (el campió fou Karèn H. Grigorian), i on aconseguí la tercera norma de MI.
El juliol de 2019 va guanyar el XIX Obert Internacional d'Olot, amb 8 punts, mig per davant dels Grans Mestres Viktor Moskalenko i Levan Aroshidze (tots dos amb 7.5 punts). El 2019 també va assolir la primera norma de Gran Mestre a l'Obert de Grenke (Alemanya).
El setembre de 2021 fou subcampió absolut de Catalunya, en un campionat celebrat a les Cotxeres de Sants, que fou guanyat per Hipòlit Asís.
El 8 de desembre de 2021 fou tercer (i va fer una norma de Gran Mestre) al fort "El Llobregat Open" de Castelldefels, amb 7/9 punts, per darrere de Nodirbek Abdusattorov i Murali Khartikeyan. Garriga va obtenir la tercera i definitiva norma de GM al XXV Obert Internacional d'Escacs de Sants – Ciutat de Barcelona on acabà en tercera posició després dels desempats per play-off.